# Casa Digna
Casa Digna är en ort i Mexiko.   Den ligger i kommunen San José Iturbide och delstaten Guanajuato, i den centrala delen av landet, 220 km nordväst om huvudstaden Mexico City. Casa Digna ligger 2 123 meter över havet och antalet invånare är 126.
Terrängen runt Casa Digna är platt åt nordväst, men åt sydost är den kuperad. Runt Casa Digna är det ganska tätbefolkat, med 124 invånare per kvadratkilometer. Närmaste större samhälle är San José Iturbide, 2,3 km sydväst om Casa Digna. Trakten runt Casa Digna består till största delen av jordbruksmark.